# Сунженський район (Інгушетія)
Сунженський муніципальний район (інг. Шолжа шахьар) — адміністративний і муніципальний район в Інгушетії.
Адміністративний центр — місто Сунжа.

## Географія
Сунженський район знаходиться в східній і центральній частині Республіки Інгушетія. На північному заході межує з Малгобецьким районом, на заході — з Назрановським районом Інгушетії і Пригородним районом Республіки Північна Осетія — Аланія, на півдні — з Джейрахським районом республіки, на сході — з Чеченською республікою.

## Історія
Район розселення інгушських тейпів. У 1929 році був скасований Сунженський козацький округ, а його південна частина (сучасний Сунженський район і частина Малгобекського району) в 1929 році була включена до складу Чеченської автономної області.
Район в сучасному вигляді в складі Інгушської республіки був утворений в 1992 році після поділу Чечено-Інгушської Республіки на Чеченську і Інгушської Республіки.
У березні 2003 року, незадовго до проведення в Чеченській республіці референдуму з прийняття конституції республіки, в опублікованому проекті конституції, серед входячих в Чеченську республіку районів був названий і Сунженський. За два тижні до проведення референдуму президент Чечні Ахмат Кадиров зустрівся з президентом Інгушетії Муратом Зязіковим. Інгушська сторона наполягала на виключенні Сунженського району з переліку адміністративних районів Чечні, але Кадиров не погодився і згадка Сунженського району в Конституції Чечні було збережено, проте лідери Чечні та Інгушетії досягли домовленості тимчасово зберегти існуючий кордон між республіками.
Статус муніципального Сунженський район отримав тільки в 2009 році. Тоді ж у його складі було утворено 11 муніципальних утворень зі статусом сільського поселення.

## Населення
Національний склад
За даними Всеросійського перепису населення 2010 року:
| Національність | Чисельність, чол. | Частка від усього населення,% |
| -------------- | ----------------- | ----------------------------- |
| інгуші         | 104010            | 89,3                          |
| чеченці        | 9578              | 8,2                           |
| росіяни        | 1391              | 1,2                           |
| інші           | 1491              | 1,3                           |